# Gulyás Pál (könyvtáros)
Gulyás Pál (Budapest, 1881. január 5. – Budapest, 1963. május 30.) irodalomtörténész, bibliográfus, könyvtáros, lexikográfus, a Magyar Tudományos Akadémia tagja. Fő műve a Szinnyei József hasonló művét folytató, kiegészítő Magyar írók élete és munkái – új sorozat című hatalmas lexikon-sorozat, amelynek első 6 kötete 1939 és 1943 között jelent meg. A második világháború után abbamaradt a sorozat kiadása, csak a rendszerváltást követően (1990 és 1995 között) készítette el Viczián János a szerző jegyzeteiből a VII-től a XIX. kötetig tartó részt. E sorozat a – tágan értelmezett – magyar írók (szépíró, költő, tudós, filozófus, hittudós stb.) életrajzát és műveinek jegyzékét tartalmazza, különös hangsúllyal a 20. század első felére. (Szinnyei műve 1914-ben zárult le.)

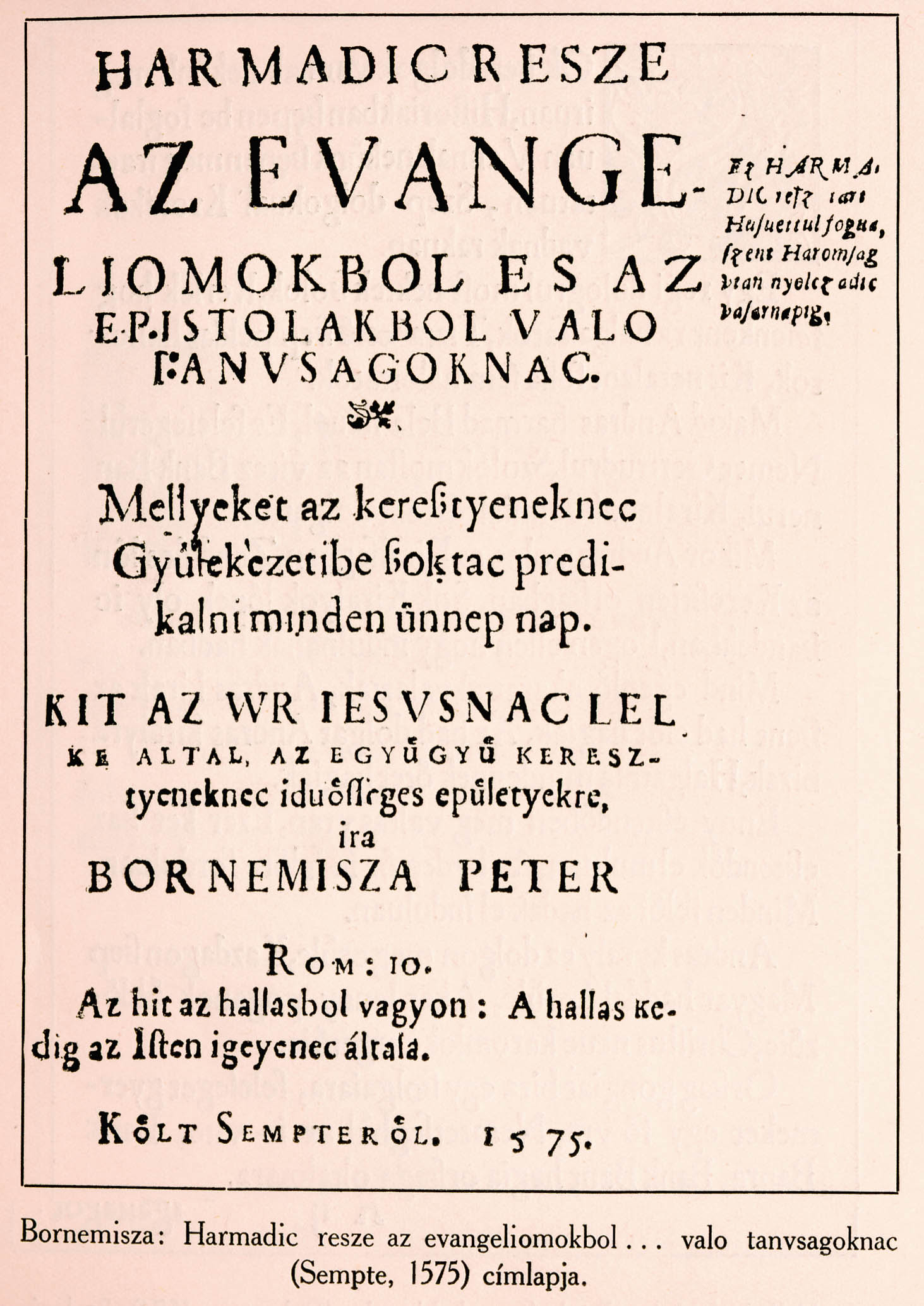
A könyvnyomtatás Magyarországon… c. művéből Bornemisza Péter Postilla c. prédikációi, III. k. címlap

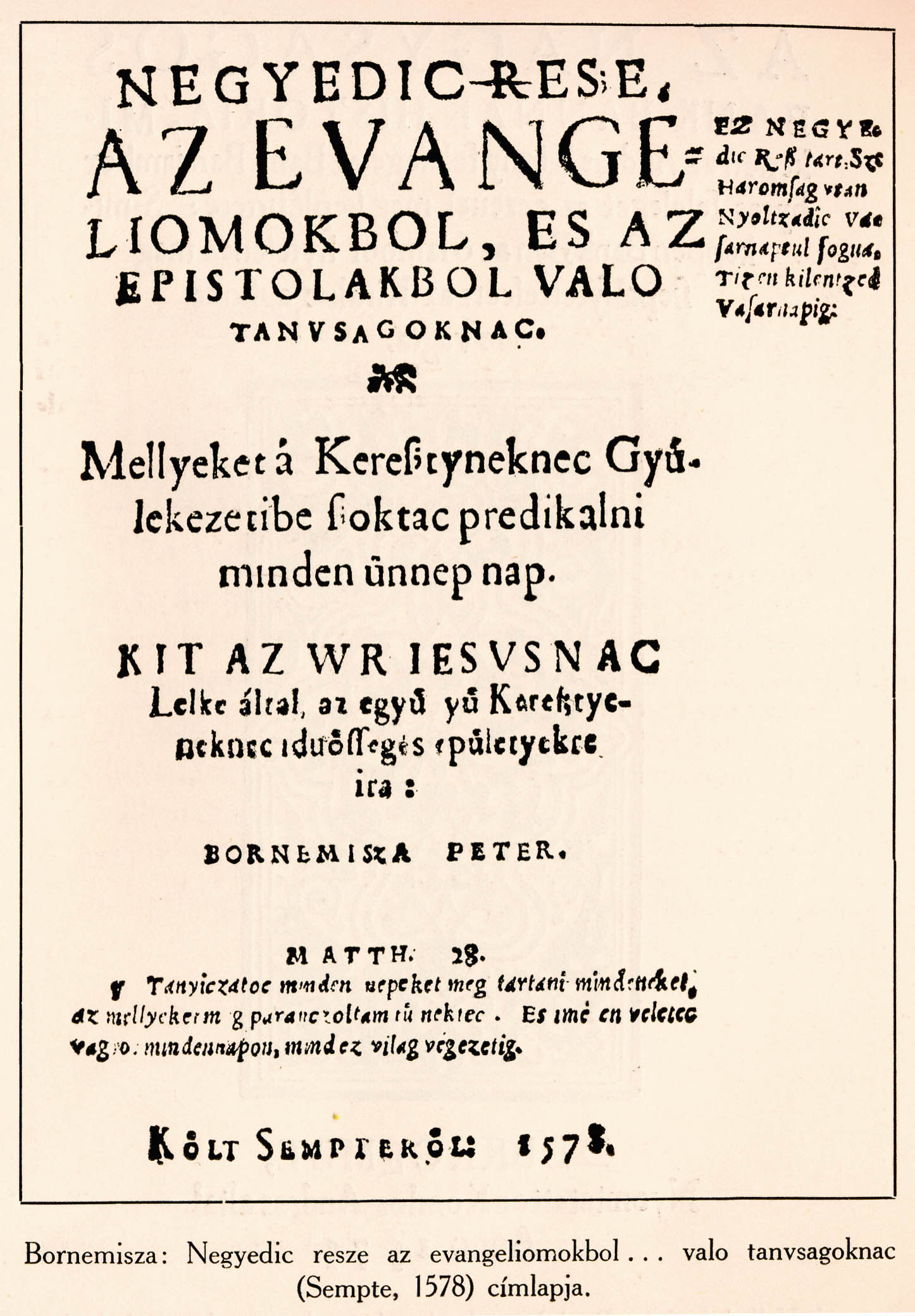
A IV. kötet…

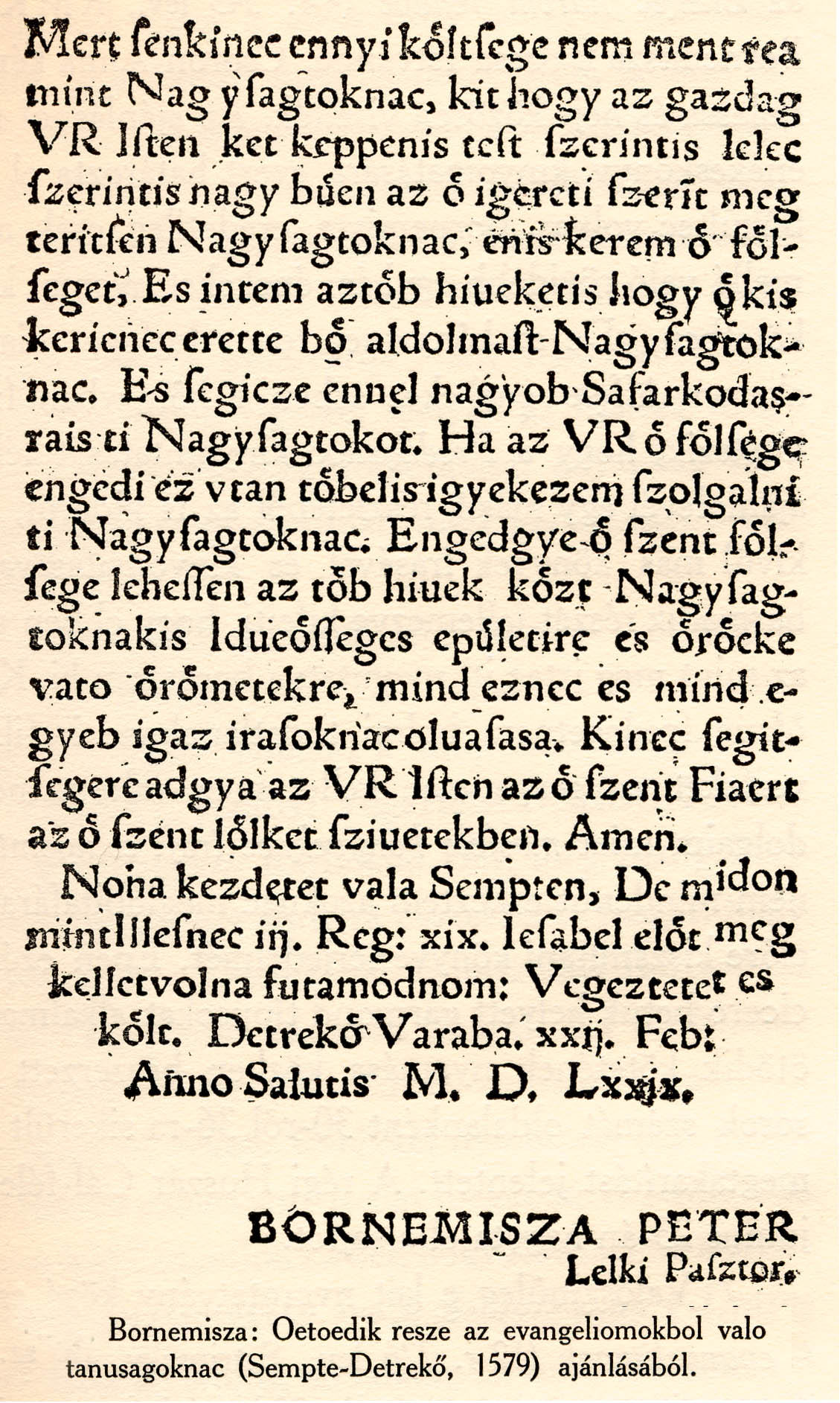
Az V. könyv ajánlása

## Életpályája
Francia szakos bölcsészként indult, majd a magyar könyvtártan és bibliográfia neves művelője lett. 1898. november 16-tól az akkor még a Magyar Nemzeti Múzeumhoz tartozó Széchényi Könyvtárban napidíjasként a nyomdai kötelespéldányok irodájában dolgozott. Az itt eltöltött évek alatt szerezte meg 1902-ben a Budapesti Tudományegyetemen a bölcsészdoktori oklevelet, majd 1903-ban a francia–magyar szakos tanári oklevelet. Az Esztegár László halálát követő besorolási előléptetéssel 1905-ben segédőri, 1908-ban könyvtárosi kinevezést kapott.
Az 1898-tól 1913-ig népkönyvtárosok részére szervezett könyvtárosképzésben a bibliográfiai ismereteket oktatta. Elsősorban Hollandiában tett tanulmányútjának tapasztalatait felhasználva hozta nyilvánosságra 1912-ben a cédularendszerű magyar tudományos bibliográfiára vonatkozó tervezetét. 1914-ben a budapesti egyetemen könyvtártanból magántanári képesítést szerzett, a könyvtörténet és a bibliográfia szűkebb területén tartott előadásokat.
1916-tól a Múzeumok és Könyvtárak Országos Főfelügyelőségének jegyzője és másodelőadója volt. Értékes tanulmányai, szakképzettsége, angol, francia és német nyelvismerete, továbbá a könyvtári munkákban való teljeskörű jártassága következtében kinevezésekor a múzeum vezetése mellőzte az egyébként szokásos nyilvános pályázatot és vizsgát. 1912-től kezdetben Kollányi Ferenccel, majd 1924-ig egyedül szerkesztette a Magyar Könyvszemle című folyóiratot. A munkatársak közül főként ő volt az, aki ebbe a bibliográfiai munka körébe tartozó kiadványokról alapos recenziókat írt, s foglalkozott a katalogizálás különböző kérdéseivel. Az 1920-as években a Corvinában átvette a megjelenő nemzeti bibliográfia szerkesztését. 
A budapesti egyetemen 1922-től címzetes nyilvános rendkívüli tanár, az 1935-ben megalakult Magyar Könyvtárosok és Levéltárosok Egyesülete által 1937-től szervezett könyvtáros-tanfolyam ügyvezetője és egyik előadója volt.
1923-ban az OSZK főkönyvtárosává, 1934-ben igazgatójává nevezték ki. 1937-ben vonult nyugdíjba.
A Magyar Tudományos Akadémia 1932-ben levelező, 1946-ban rendes tagjává választotta. Akadémiai tagságától 1949-ben megfosztották, de 1989-ben posztumusz rehabilitálták.

### A Gulyás-lexikon
Az 1920-as években fölmerült a Szinnyei-lexikon folytatásának szükségessége, ám csupán egy kötet jelent meg Gulyás Pál szerkesztésében 1925–1929 között (6 füzetre bontva): Magyar életrajzi lexikon. Szinnyei József Magyar írók élete és munkái kiegészítő sorozata. 1. kötet, Aáchs–Bacher.
Az 1930-as évek közepétől ismét Szinnyei József: Magyar írók élete és munkái (1891–1914) című, a századfordulóig adatokat tartalmazó, alapvető forrásmunka folytatásán dolgozott. 1939–44 között az „A–Dz” betűtartományban hat kötet jelent meg Gulyás szerkesztésében. 
További gyűjtése kéziratban maradt, s az MTA Könyvtára őrzi. 1990–2002 között Viczián János sajtó alá rendezte „E”-től „Ö” betűig a cédulákat, kiegészítve a Gulyás haláláig terjedő adatokkal. A hiányzó „P–Zs” betűtartomány cédulái pedig digitalizálva (beszkennelve) érhetők el az MTA Könyvtár és Információs Központ honlapján.
Viczián János 2013-ban elhunyt, a Gulyás-lexikon hátralévő anyagát pedig 2024-től fia, Viczián Botond gépészmérnök rendezi sajtó alá és jelenteti meg magánkiadásban (180 példányban, akárcsak az eredeti Gulyás).

## Művei

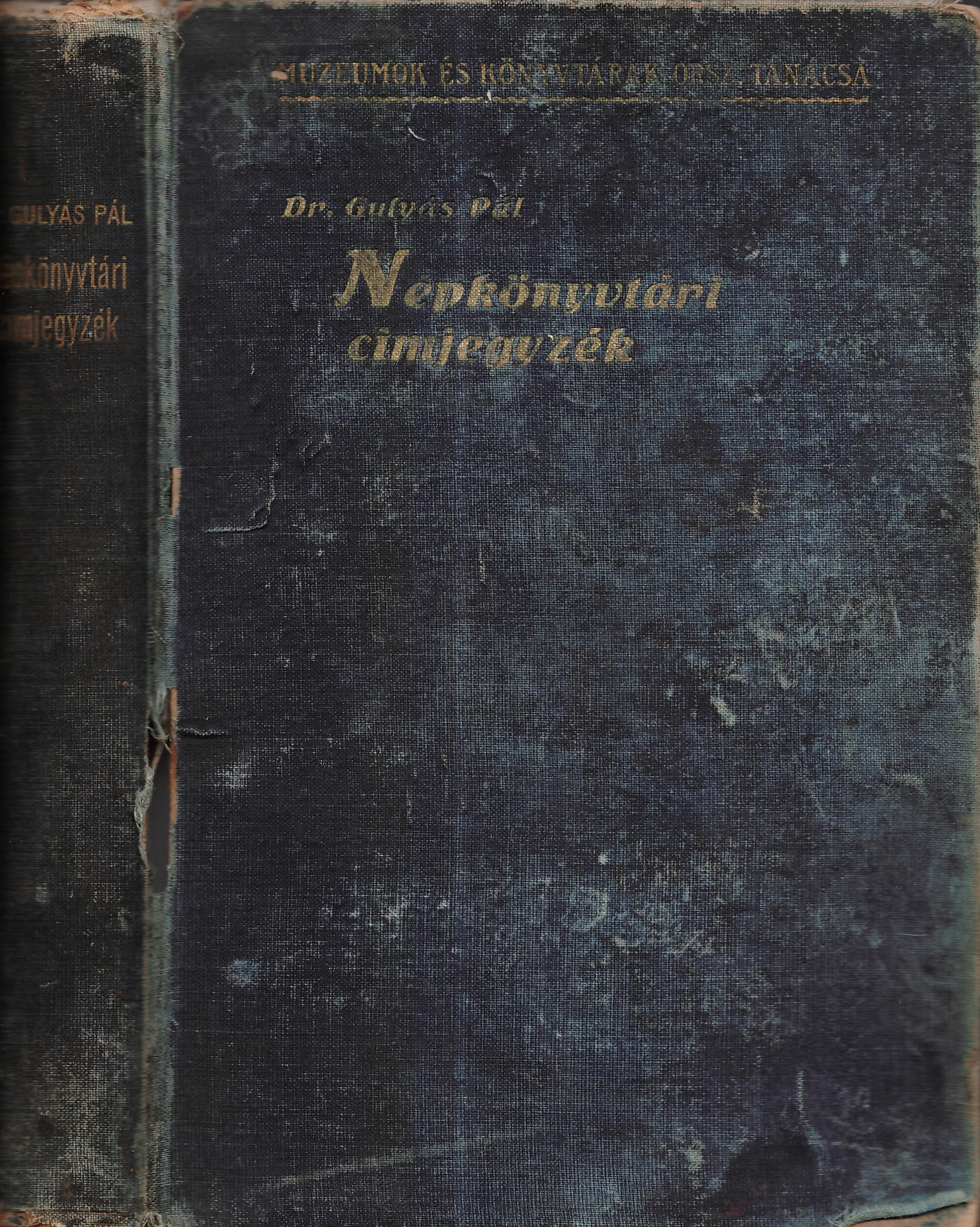
Népkönyvtári címjegyzék

- Id. Péczeli József élete és jellemzése. Budapest, 1902 (doktori értekezése)
- Baïf verstani reformkísérlete. Budapest, 1904
- A könyvkötés technikája. Budapest, 1904
- De Maistre József gróf. Budapest, 1905
- A modern nyomtatványok könyvészeti leírásának szabályai. In: Magyar Könyvszemle, 1906. 335–344. oldal.
- Les bibliothéques populaires de la Hongrie. Besançon, 1907
- A Magyar Nemzeti Múzeum könyvtárában levő aldinák. Tizenhat szövegképpel és egy melléklettel; Magyar Nemzeti Múzeum Könyvtára, Bp., 1908 (A Magyar Nemzeti Múzeum Könyvtárának címjegyzéke)
- Északnémet népkönyvtárak. Budapest, 1908
- Bibliográfiai rendszerek, 1-2.; Stephaneum Ny., Bp., 1908–1909
- Népkönyvtári intézmények Párisban és Londonban. Budapest, 1909
- A népkönyvtárak szervezése, fenntartása és kezelése. Gyakorlati kézikönyv népkönyvtárak és kisebb közkönyvtárak kezelői számára; A Múzeumok és Könyvtárak Országos Főfelügyelősége, Bp., 1909 (Múzeumi és könyvtári kézikönyvek)
- Magyar vonatkozású francia népkönyv a XVI. századból; Stephaneum Ny., Bp., 1909
- Páris tudományos közkönyvtárai, 1-3.; Stephaneum Ny., Bp., 1909–1910
- Népkönyvtári címjegyzék. A népkönyvtárak és kisebb közkönyvtárak részére ajánlható művek magyarázatos jegyzéke; Múzeumok és Könyvtárak Országos Tanácsa, Bp., 1910
- Voltaire és Shakespeare. Budapest, 1910
- Könyvészeti tanulmányok 1. Az 1680. évi üstökösjárás irodalmához; szerzői, Bp., 1911
- Balzac és a heraldika. A Comédie humaine címerkönyve; Franklin Ny., Bp., 1911
- Le biblioteche popolari ungheresi e l'attività dello stato. Milánó, 1911
- Könyvészeti tanulmányok 2. Az Elzevierek Reszpublikái és rokonkiadványok a Magyar Nemzeti Múzeumban; szerzői, Bp., 1912
- Könyvészeti tanulmányok 3. Egy felsőmagyarországi könyvkötőcsalád följegyzéseiből; szerzői, Bp., 1912
- A németalföldi könyvesházak és velük rokon intézmények; Athenaeum Ny., Bp., 1913
- Magyar szépirodalom idegen nyelven a Magyar Nemzeti Múzeum Könyvtárában; MNM Könyvtára, Bp., 1915 (A Magyar Nemzeti Múzeum Könyvtárának címjegyzéke)
- Mátyás király könyvtára; Franklin, Bp., 1916
- Könyvtári problemák; szerzői, Bp., 1917
- Magyar szépirodalom idegen nyelven a Magyar Nemzeti Múzeum naptárgyűjteményében; MNM Könyvtára, Bp., 1920 (A Magyar Nemzeti Múzeum Könyvtárának címjegyzéke)
- Kommunista könyvtárpolitika. Budapest, 1922
- A könyv sorsa Magyarországon a legrégibb időktől napjainkig; Stephaneum Ny., Bp., 1923–1924
- A könyvek és könyvtárak hajdan és most; Magyar Jövő, Bp., 1924 (A Zászlónk diákkönyvtára)
- Franz von Kazinczy und die ungarische Buchkunst. Mainz, 1925
- Ady Endre élete és munkái. Bibliografiai tanulmány; összeáll. Gulyás Pál; Lantos, Bp., 1925
- Magyar életrajzi lexikon. Szinnyei József Magyar írók élete és munkái kiegészítő sorozata. 1. köt. Aáchs–Bacher; Lantos, Bp., 1925–1929 [6 füzetben]
- Brunetière Ferdinand válogatott kritikai tanulmányai; ford. Gulyás Pál; Franklin, Bp., 1927 (Kultúra és tudomány)
- Bibliotheca Corvina. Budapest, 1927
- A könyvnyomtatás Magyarországon a XV. és XVI. században; OSZK, Bp., 1931
- Bibliográfiai és könyvtári szakrendszerek. Gulyás Pál előadásának vázlata; Diószegi, Bp., 1937 (Könyvtári előadások)
- Hogyan készül a Magyar Írók új sorozata?; szerzői, Bp., 1939
- Magyar írók élete és munkái. Megindította id. Szinnyei József. Új sorozat; Magyar Könyvtárosok és Levéltárosok Egyesülete, Bp., 1939–1944; I–VI. kötet hasonmás kiad. 1990–1995; VII–XIX. kötet. sajtó alá rend. Viczián János, 1990–2002; XX. kötettől sajtó alá rend. Viczián Botond, 2024–.
- Sámboky János könyvtára. Budapest, 1941. Új kiad.: A Zsámboky-könyvtár katalógusa (1587); szerk. Monok István, bibliográfia összeáll. Varga András, bev. Ötvös Péter; Scriptum, Szeged, 1992 (Adattár XVI–XVIII. századi szellemi mozgalmaink történetéhez)
- A bibliográfia kézikönyve. Bevezetés a könyvészetbe, 1-2.; MNM Széchényi Könyvtára, Bp., 1941–1942
- Magyar írói álnév lexikon. A magyarországi írók álnevei és egyéb jegyei; Akadémiai, Bp., 1956
- A könyv sorsa Magyarországon, 1-3.; OSZK, Bp., 1961
- A bibliográfia kézikönyve. A legfontosabb bibliográfiai segédkönyvek; előszó Kozocsa Sándor, függelék Gazda István, név- és tárgymutató Dallosné Iványi Ágnes; Könyvért, Bp., 1984 (Tudománytár) [függelékkel ellátott hasonmás kiad.]
- Sz. Debreczeni Kornélia: Magyar írói álnév lexikon. A magyarországi írók álnevei és egyéb jegyei. Gulyás Pál lexikonának kiegészítése; PIM, Bp., 1992
- Az Elzevierek reszpublikái és rokonkiadványok a Magyar Nemzeti Múzeumban [1912, hasonmás], 1994

Számos cikket írt magyar, német, francia és olasz nyelven hazai és külföldi folyóiratokba és szaklapokba.
1974. július 19-től végrendeletileg a Széchényi Könyvtár Kézirattárában őrzik 32 397 darab dokumentumot kitevő hagyatékát (naplószám: V.: 926/130/963.).